# سمان أزرق
السمان الأزرق (الاسم العلمي: Coturnix adansonii) (بالإنجليزية: Blue Quail)‏ ويسمى أحيانا السمان الأزرق الأفريقي هو أحد أنواع طيور سمّان العالم القديم من فصيلة التدرجية وجدت في زامبيا، إثيوبيا وكينيا